# Lerdo (kommun i Mexiko)
Lerdo är en kommun i Mexiko.   Den ligger i delstaten Durango, i den centrala delen av landet, 800 km nordväst om huvudstaden Mexico City.
Följande samhällen finns i Lerdo:
- Nazareno
- El Huarache
- Villa de Guadalupe
- Sapioris
- La Goma
- Álvaro Obregón
- Picardías
- Las Cuevas
- Las Piedras
- Dolores
- Las Isabeles
- Juan José Rojas
- San Luis del Alto
- Vicente Nava
- Nazareno de Abajo
- El Sacrificio
- La Goleta
- Vicente Suárez
- Margarito Machado
- La Laguneta
- La Campana
- El Refugio
- Francisco Villa
- Fortuna de Rancho Güero
- Colonia Buenos Aires
- San Antonio
- La Gloria